# Bo Lennartsson
Bo Uno "Kulon" Lennartsson, född 7 maj 1955, död 21 juli 2020 i Norrstrands distrikt, Värmlands län, var en svensk ishockeytränare och ishockeyspelare samt utbildnings- och utvecklingsansvarig i Färjestads BK. Han var sportchef och en av initiativtagarna till ishockeyturneringen Champions Hockey League. Hans son Viktor Lennartsson spelar för BIK Karlskoga i Hockeyallsvenskan.
Lennartsson hade en framgångsrik tränarkarriär och var under ett flertal år verksam som både huvud och assisterande tränare i Färjestad, med vilka han förde laget till fyra finaler och två SM-guld.
I januari 2006 meddelade Färjestads BK att man bytte bort Bo Lennartsson som huvudtränare, för att istället anställa Per-Erik Johnsson och Clas Eriksson efter en mindre lyckad säsongsinledning.
Lennartsson spelade ishockey för BIK Karlskoga under 1970 och 1980-talet.
Bo Lennartsson var även assisterande sportchef i Färjestads BK.

## Klubbar som tränare
- Halmstad Hammers
- Väsby IK Hockey
- Kristinehamns HT
- Hammarö HC
- EHC Feldkirch 2000
- Kumla HC
- Bofors
- Färjestads BK